# Jürgen Kohler
Jürgen Kohler (ur. 6 października 1965 w Lambsheim) – niemiecki piłkarz, występował na pozycji obrońcy, trener piłkarski.

## Kariera klubowa
Kohler treningi rozpoczął w 1975 roku w klubie TB Jahn Lambsheim. W 1982 roku trafił do juniorskiej ekipy Waldhofu Mannheim. W 1983 roku został włączony do jego pierwszej drużyny, grającej w Bundeslidze. W tych rozgrywkach zadebiutował 7 kwietnia 1984 roku w wygranym 2:0 meczu z 1. FC Kaiserslautern. 26 stycznia 1985 roku w wygranym 5:2 spotkaniu z FC Schalke 04 strzelił pierwszego gola w Bundeslidze.
W 1987 roku Kohler przeniósł się do 1. FC Köln, również z Bundesligi. Pierwszy ligowy mecz zaliczył tam 1 sierpnia 1987 roku przeciwko Karlsruher SC (1:1). W 1989 roku wywalczył z zespołem wicemistrzostwo RFN. W tym samym roku odszedł do Bayernu Monachium (Bundesliga). Zadebiutował tam 29 lipca 1989 roku w wygranym 3:2 pojedynku z 1. FC Nürnberg. W 1990 roku zdobył z klubem mistrzostwo RFN, a rok później wywalczył z nim wicemistrzostwo Niemiec.
W 1991 roku Kohler podpisał kontrakt z włoskim Juventusem. Jego barwy reprezentował przez 4 lata. W tym czasie zdobył z klubem Puchar UEFA (1993), mistrzostwo Włoch (1995), a także dwukrotnie wywalczył z nim wicemistrzostwo Włoch (1992, 1994).
W 1995 roku powrócił do Niemiec, gdzie został graczem Borussii Dortmund z Bundesligi. W 1996 roku zdobył z nią mistrzostwo Niemiec, a w 1997 roku Ligę Mistrzów i Puchar Interkontynentalny. W 1997 roku został także wybrany Niemieckim Piłkarzem Roku. W 2002 roku ponownie został z zespołem mistrzem Niemiec. W tym samym roku zakończył karierę.

## Kariera reprezentacyjna
W latach 1983–1984 Kohler rozegrał 8 spotkań i zdobył 1 bramkę w reprezentacji RFN U-18, a w latach 1985–1987 rozegrał 11 spotkań w reprezentacji RFN U-21. W seniorskiej kadrze RFN zadebiutował 24 września 1986 roku w wygranym 2:0 towarzyskim meczu z Danią.
W 1988 roku znalazł się w kadrze na Mistrzostwa Europy. Zagrał na nich w pojedynkach z Włochami (1:1), Danią (2:0), Hiszpanią (2:0) oraz z Holandią (1:2). Natomiast reprezentacja RFN zakończyła turniej na półfinale.
W 1990 roku Kohler został powołany do kadry na Mistrzostwa Świata. Wystąpił na nich w spotkaniach z Holandią (2:1), Czechosłowacją (1:0), Anglią (1:1, 5:4 po rzutach karnych) i Argentyną (1:0). Drużyna RFN została triumfatorem tamtego turnieju.
W 1992 roku ponownie wziął udział w Mistrzostwach Europy. Zagrał na nich w pojedynkach ze Wspólnotą Niepodległych Państw (1:1), Szkocją (2:0), Holandią (1:3), Szwecją (3:2) oraz z Danią (0:2), a Niemcy zakończyli turniej na 2. miejscu.
W 1994 roku Kohler ponownie był w drużynie na Mistrzostwa Świata. Wystąpił na nich w meczach z Boliwią (1:0), Hiszpanią (1:1), Koreą Południową (3:2), Belgią (3:2), a także z Bułgarią (1:2). Niemcy odpadli z turnieju w ćwierćfinale.
4 czerwca 1996 roku w wygranym 6:0 towarzyskim spotkaniu z Liechtensteinem strzelił pierwszego gola w drużynie narodowej. W tym samym roku Kohler po raz trzeci w karierze uczestniczył w Mistrzostwach Europy. Zagrał na nich w meczu z Czechami (2:0). Kadra Niemiec triumfowała w tamtym turnieju.
W 1998 roku po raz trzeci wziął udział w Mistrzostwach Świata. Podczas tego turnieju wystąpił w 4 spotkaniach: ze Stanami Zjednoczonymi (2:0), Jugosławią (2:2), Iranem (2:0) i Chorwacją (0:3). Natomiast reprezentacja Niemiec odpadła z mundialu w ćwierćfinale.
W latach 1986–1998 w drużynie narodowej Kohler rozegrał w sumie 105 spotkań i zdobył 2 bramki.

## Kariera trenerska
Po zakończeniu kariery Kohler został trenerem. W latach 2002–2003 był selekcjonerem reprezentacji Niemiec U-21. 18 grudnia 2005 roku został trenerem zespołu MSV Duisburg z Bundesligi. W tych rozgrywkach jako trener zadebiutował 28 stycznia 2006 roku w wygranym 1:0 meczu z VfB Stuttgart. W kwietniu 2006 roku przestał być trenerem Duisburga. Od sierpnia 2008 roku do listopada 2008 roku był szkoleniowcem ekipy VfR Aalen.